# Bayon (Angkor)
Pour les articles homonymes, voir Bayon.
Le Bayon (ou Bayuan, khmer : ប្រាសាទបាយ័ន) est situé au centre de l'ancienne ville d'Angkor Thom, capitale des souverains khmers XIIe siècle, au début XIIIe siècle.

Prasat Bàyon fut construit, tout comme les temples Ta Prohm, Banteay Kdei ou Neak Pean, sous le règne du roi khmer Jayavarman VII adepte du bouddhisme mahāyāna, connu comme étant le dernier grand roi de l'Empire Khmer, né vers 1150 et qui régna jusqu'en 1218.

L'architecture du Bayon est de type temple-montagne tout comme le Bakong, Baphûon, Pre Rup, Ta Keo et Angkor Vat. Le temple-montagne donne une représentation symbolique du mythique Mont Meru, qui offre une visualisation terrestre des dieux, centre du monde, aussi bien dans la mythologie Hindou que Bouddhiste.

Le style du Bayon comporte des tours de pierre symbolisant des visages monumentaux du Bodhisattva Avalokiteśvara, bouddha de la compassion ultime.

Il est situé à l'intersection des routes nord-sud et est-ouest.

## Caractéristiques
C'est le dernier des temples-montagnes du site d'Angkor, bâti par Jayavarman VII, restaurateur de la puissance du royaume khmer d'Angkor après l'invasion des Chams et un chef-d'œuvre de l'architecture khmère et une création qui associe, comme jamais auparavant, sculpture figurative monumentale et architecture, en édifiant ses 54 tours (aujourd'hui 37), de tailles différentes, portant l'effigies d'Avalokitesvara à quatre visages, tournés vers les quatre directions. Leur restauration, complexe en raison du mode de construction employé (qui ne tient pas compte des principes de la statique) a rendu apparent la proximité de ces visages avec celui du roi Jayavarman VII en méditation. Lui qui a su faire diffuser ce portrait dans tout l'empire. En effet de même que le boddhisattva fait rayonner sa compassion aux quatre Orients, de même le monarque s'est autorisé à multiplier sa propre image aux quatre coins de ses États. L'effet est spectaculaire et n'a pas manqué de fasciner ses découvreurs occidentaux lorsque ces visages surgissaient de la forêt.

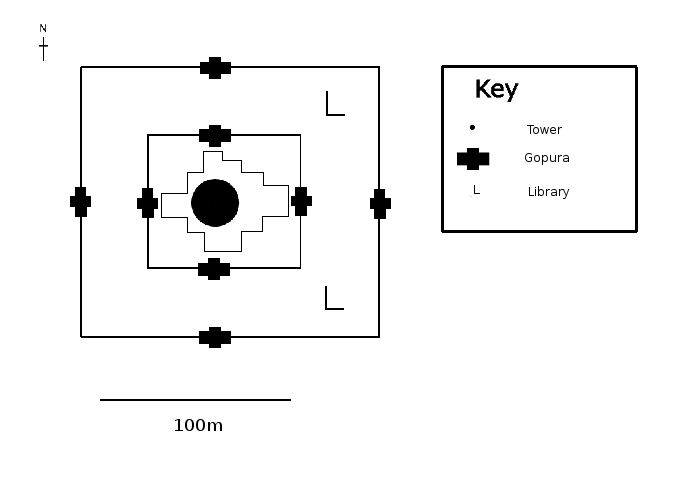
Schéma.

Le sanctuaire est composé au centre d'une forme de croix grecque inscrite dans une galerie rectangulaire de 80 sur 57 mètres, laquelle est inscrite dans une autre galerie de 160 sur 140 mètres. Le sanctuaire étant édifié sur un colossal soubassement. C'est « une masse circulaire avec une chapelle centrale et douze cellules rayonnantes ».
Sa décoration est d'une exceptionnelle richesse, à l'apogée de l'art bouddhique mahāyāna. Ce fantastique monument, avec ses tours à visages, fut dédié par le souverain Jayavarman VII (1181-1218 ou 1219) au Bouddha dont il diffusa la doctrine dans tout l'empire.
Sous le règne de Jayavarman VIII (1243-1295), le temple fut converti à l'hindouisme et les remaniements opérés ont ajouté à l'impression de confusion de son plan.
Le nom de Bayon dérive du pali Vejayant (sanskrit Vaijayant) désignant le palais céleste du dieu Indra dont, selon la légende fixée par écrit en moyen-khmer, le Bayon est le reflet terrestre.

## Le temple

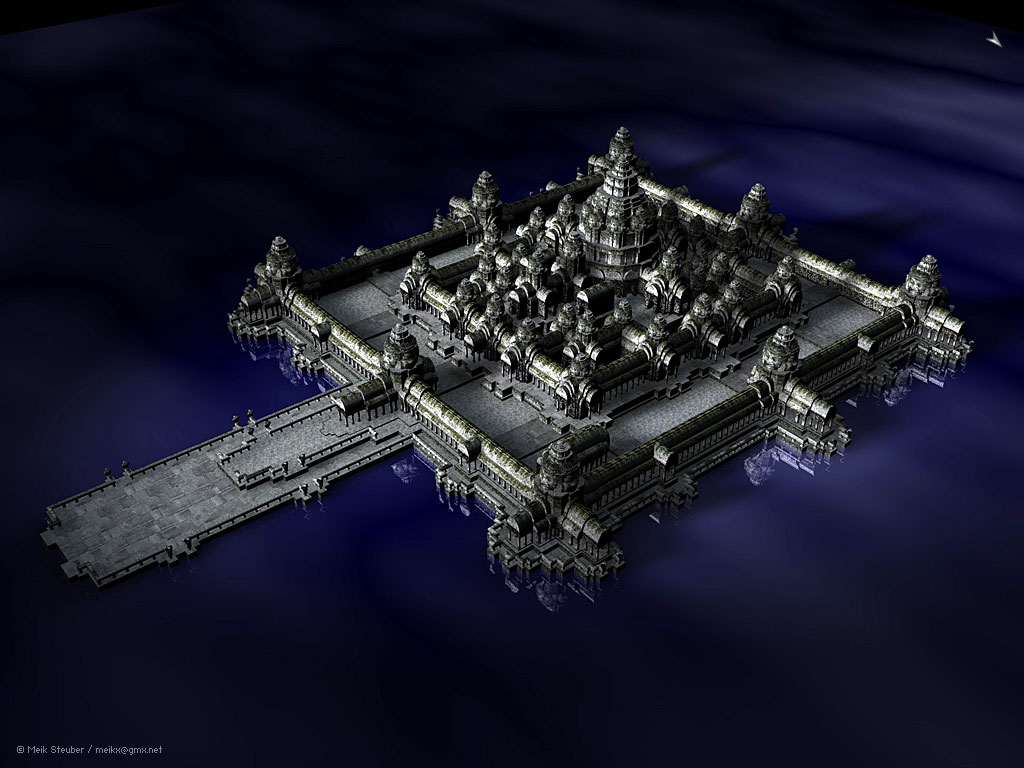
Maquette du temple (hors contexte).
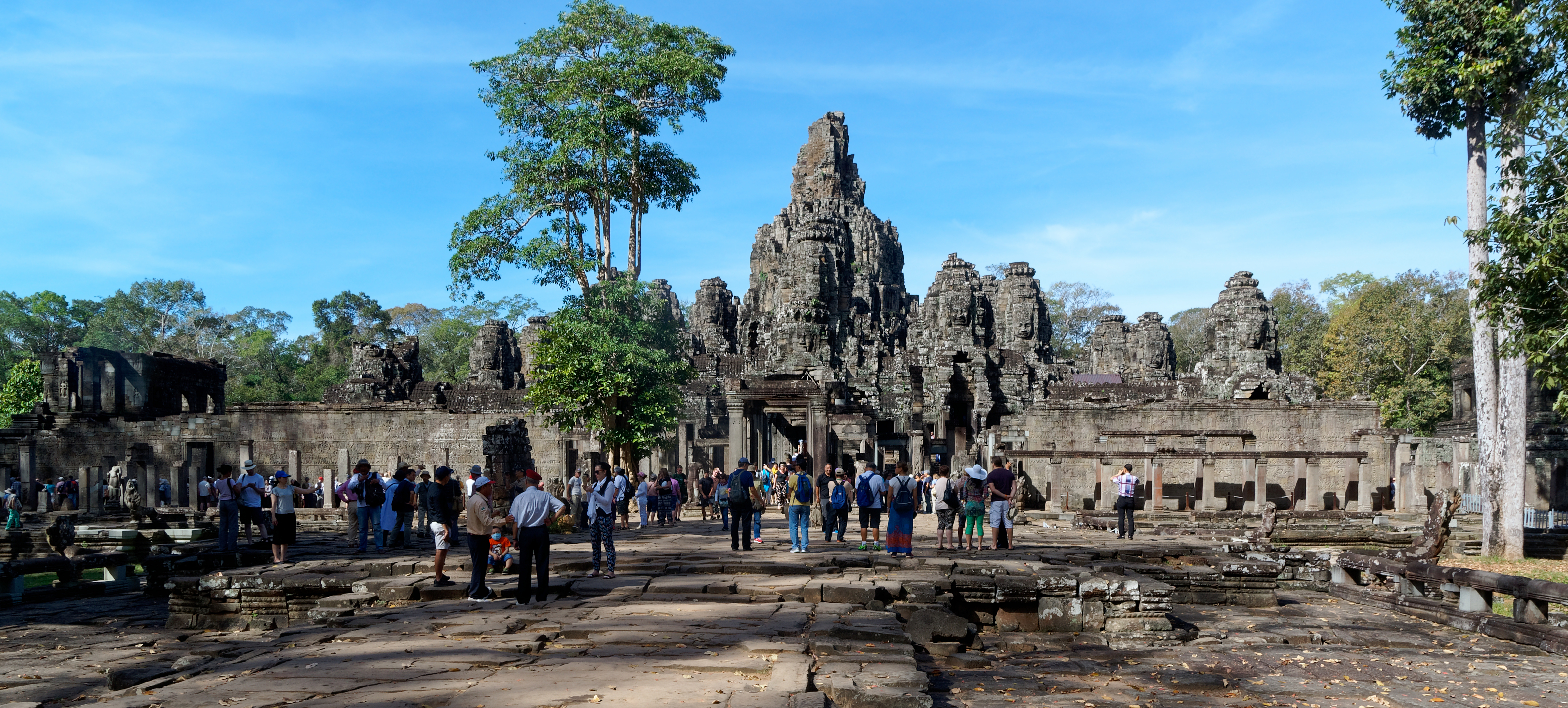
Vue générale, de l'extérieur.
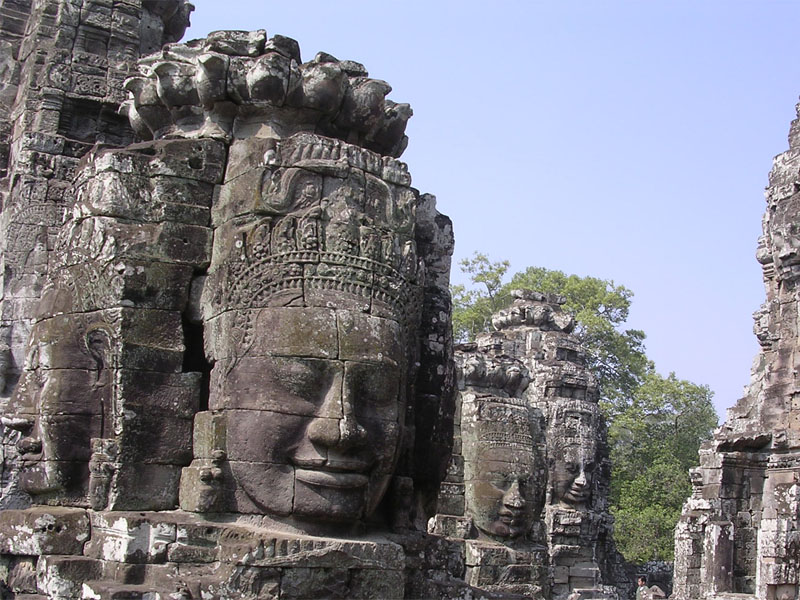
Tours aux quatre visages.
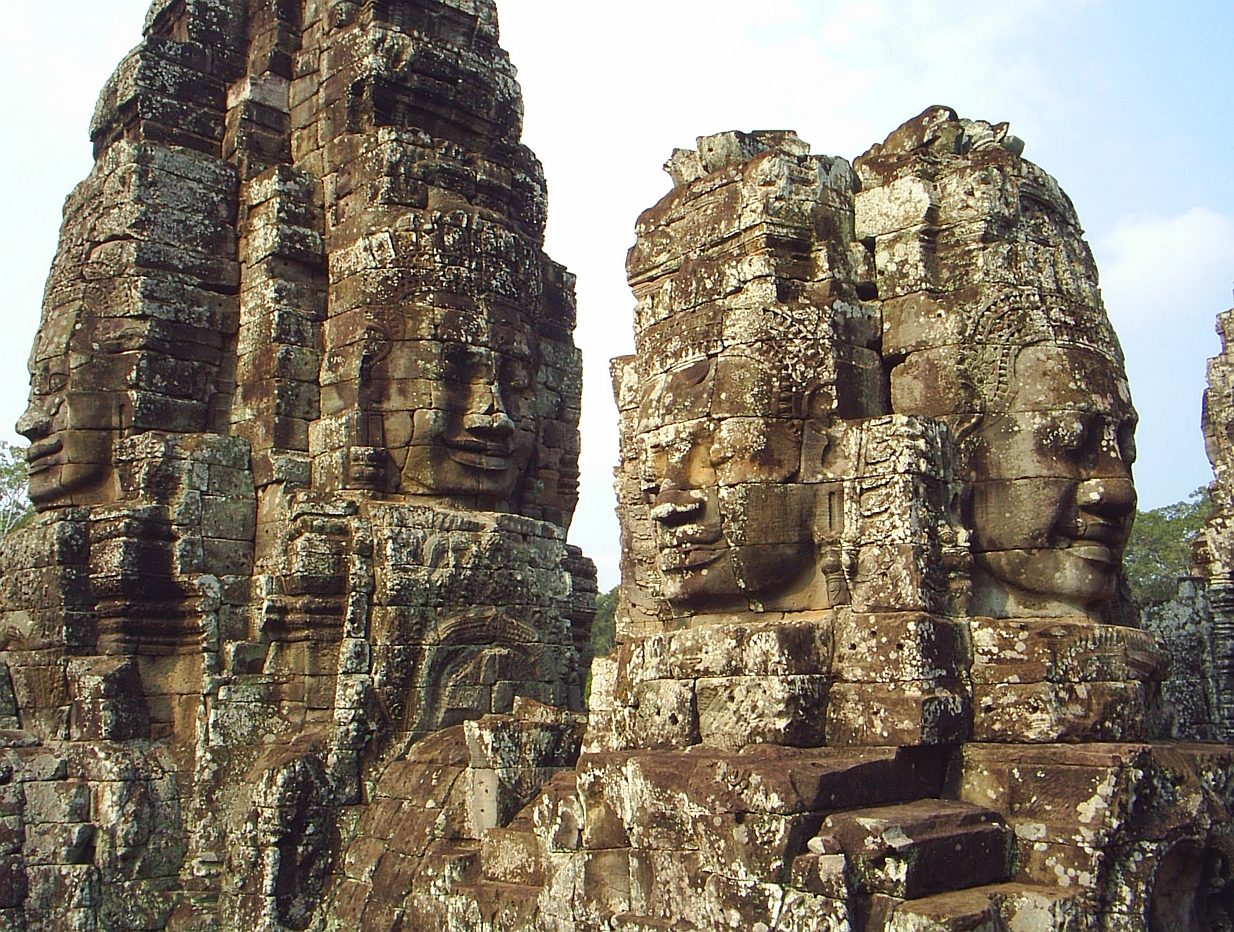
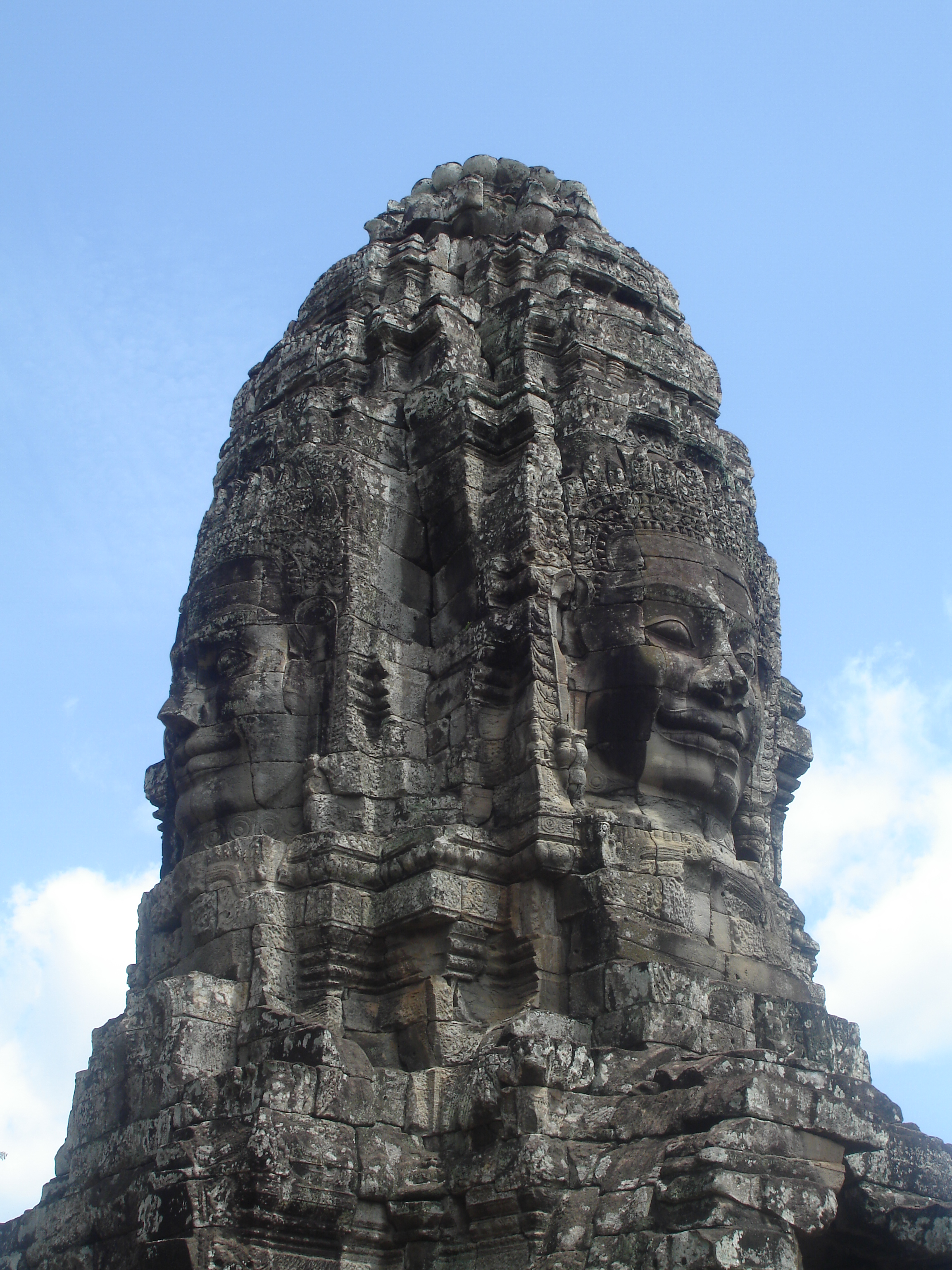
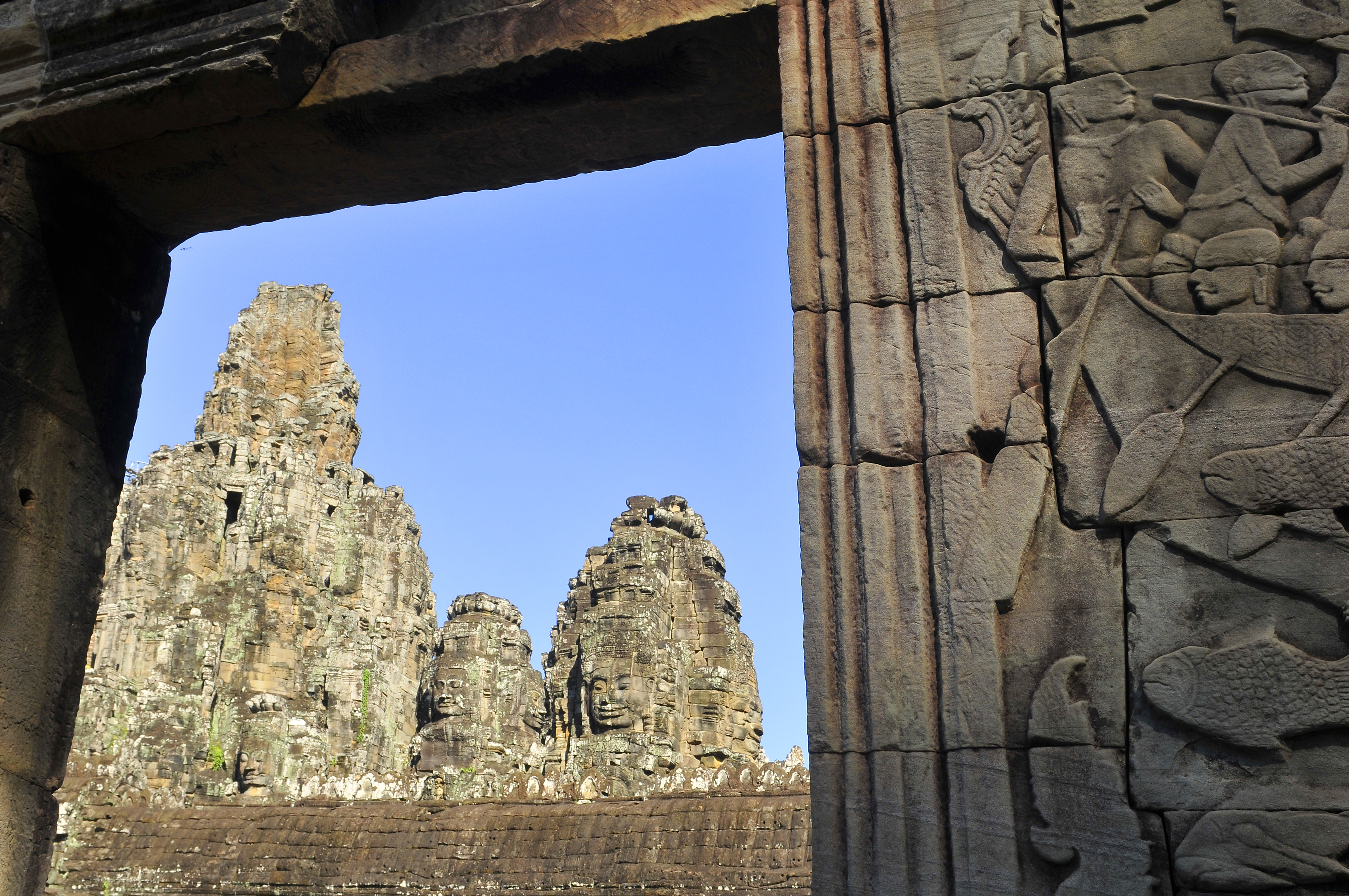
Tours à visages depuis une galerie aux bas-reliefs.
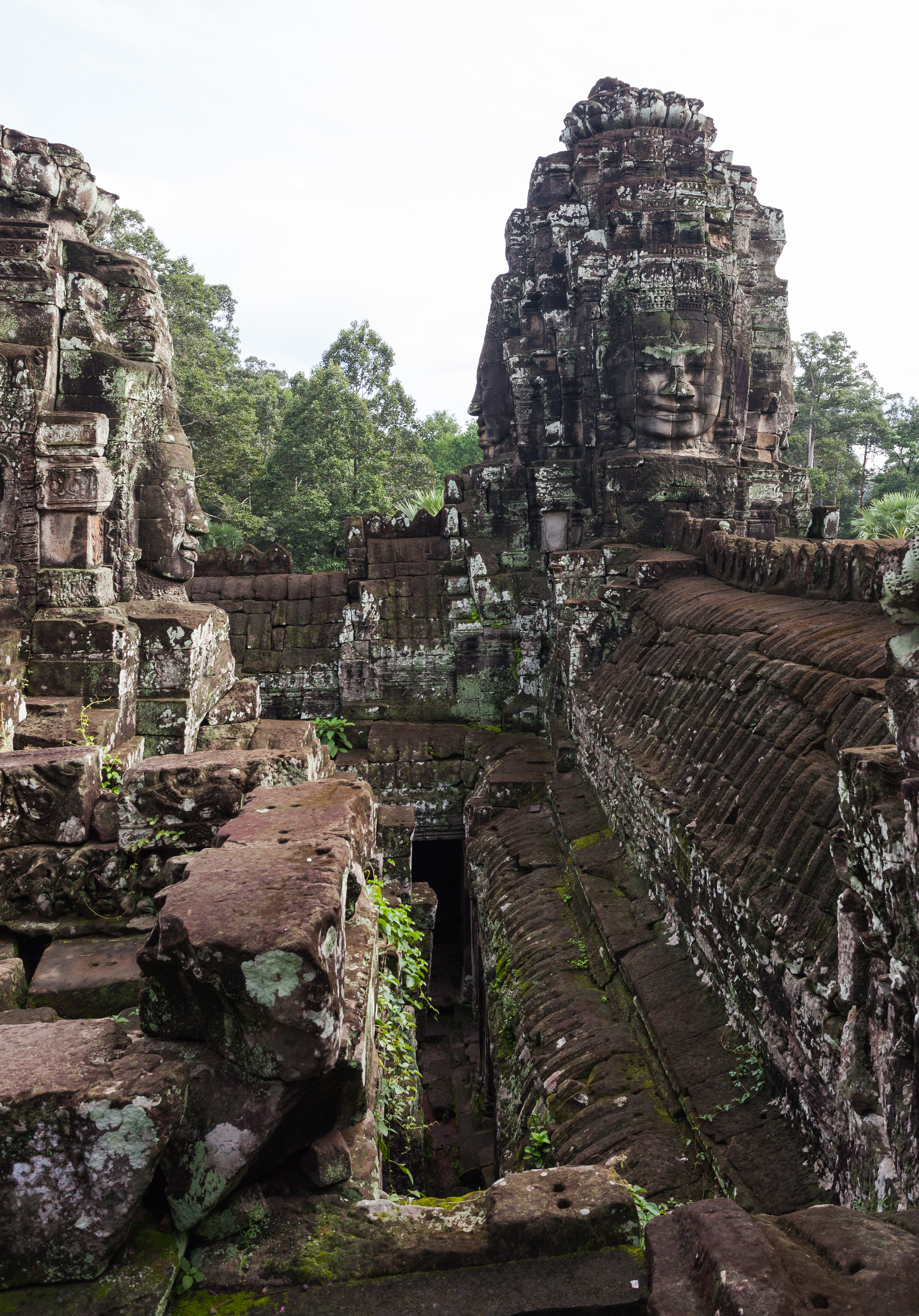
Exiguïté des passages : à g. galerie intérieure, à dr. terrasse supérieure.

## Situation
Le temple est bien le centre symbolique et géométrique d'Angkor Thom, comme l'on pourrait s'y attendre en regardant un plan. Mais le centre de la composition urbaine se situerait au centre de la terrasse supérieure du perron central de la Terrasse des Éléphants. Du centre de cette terrasse il est en effet possible de dominer visuellement l'ensemble de la place royale, à l'Est, en étant borné au Nord par la Terrasse du Roi lépreux et au Sud par le massif central du Bayon.

## Travaux
D'importants travaux d'entretien ont débuté en 2020 : « Le temple fera l'objet d'une restauration complète à partir du 1er janvier 2020 ». « Grâce au financement du gouvernement japonais pour la sauvegarde d’Angkor (JSA), la conservation de la structure du temple de la fin du XIIe siècle, y compris ses 54 tours gothiques sculptées de 216 visages de pierre souriants, sera minutieusement effectuée. L'autorité APSARA n'a pas annoncé de date de fin exacte pour les travaux de restauration, mais cela peut prendre plusieurs années. Ceux qui espèrent assister de près au spectacle des visages souriants emblématiques du temple ne pourront pas accéder au troisième niveau supérieur pendant la durée des travaux. Certaines autres parties du temple seront également fermées (plan joint). Cependant, les visiteurs peuvent continuer à admirer les impressionnants bas-reliefs des deux niveaux inférieurs du temple, qui représentent des scènes mythologiques et historiques. Ces sculptures complexes, représentant 1,2 km de récits épiques, font toujours de la visite de ce magnifique temple un moment passionnant à Angkor. ».

## Les bas-reliefs
Les bas-reliefs du temple évoquent le passé d'Angkor, avec de nombreux détails empruntés à la vie quotidienne. Selon Bernard-Philippe Groslier, « Pour la première fois les sculpteurs khmers purent laisser aller leur ciseau au gré de leur inspiration ».

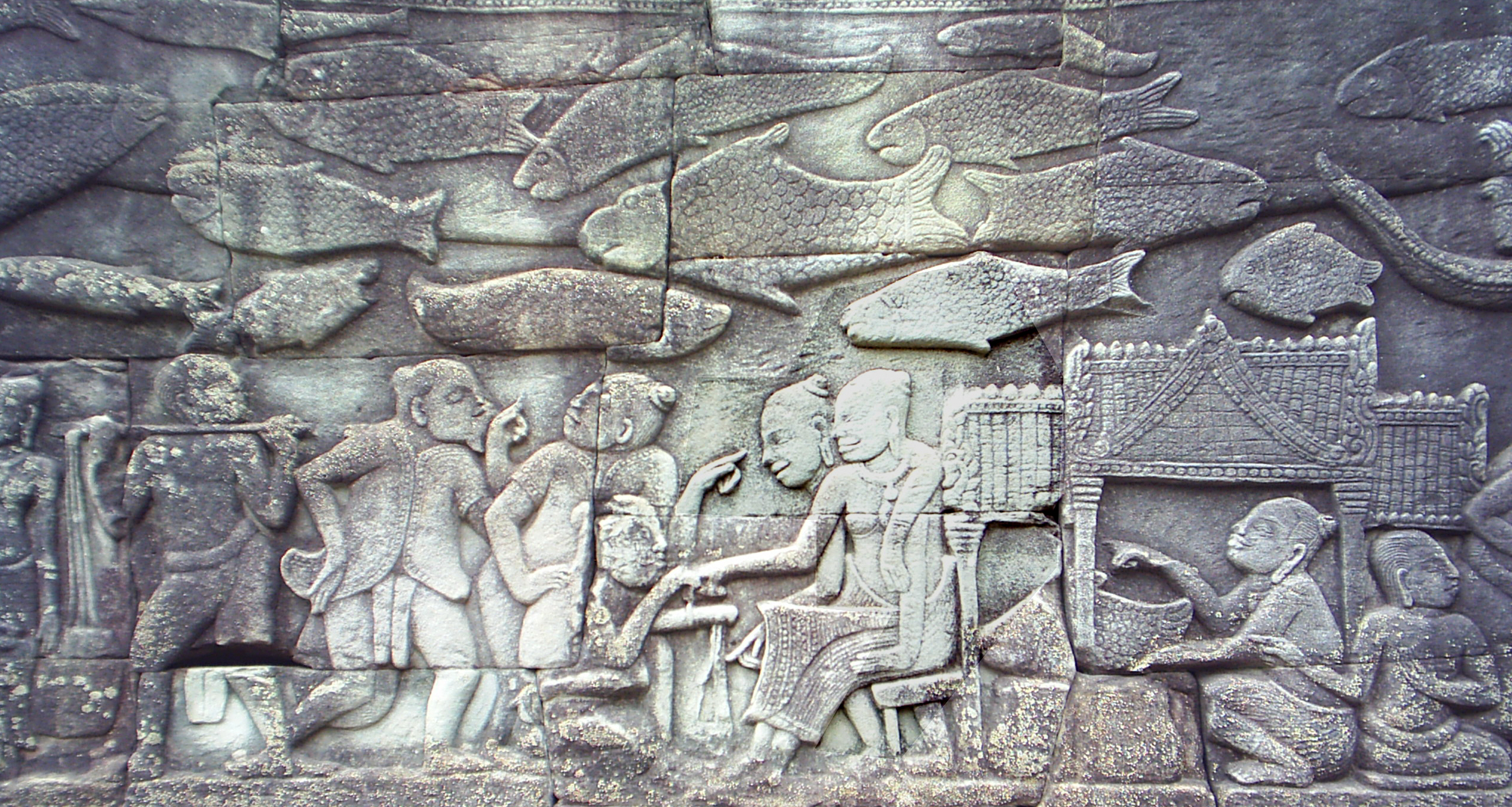
Le marché et divers poissons.
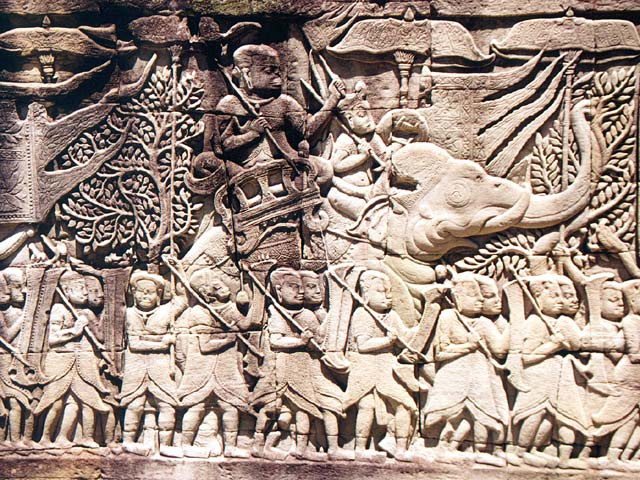
Eléphant de combat de l'armée khmère.
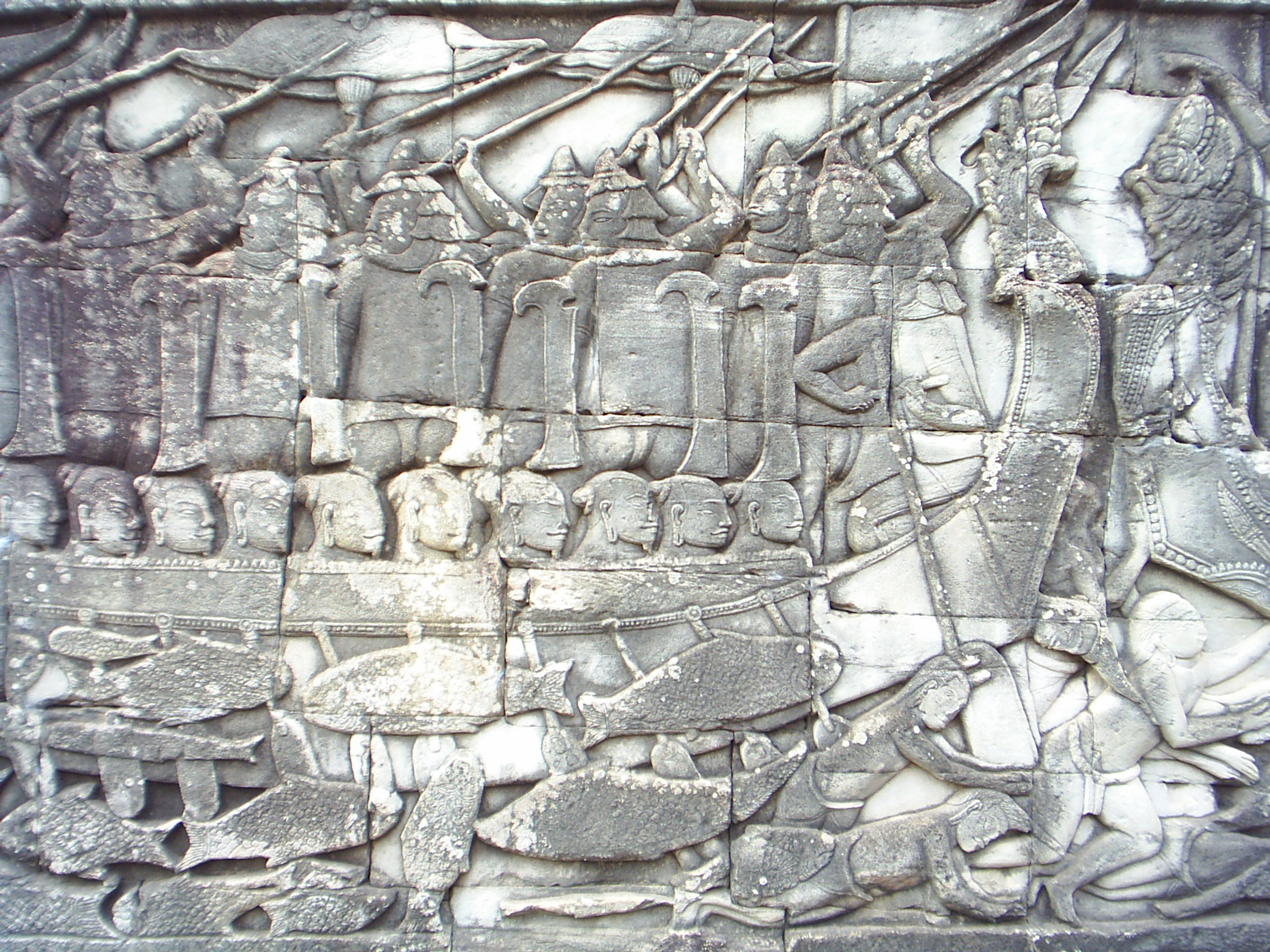
Bataille navale entre Khmers et Chams.
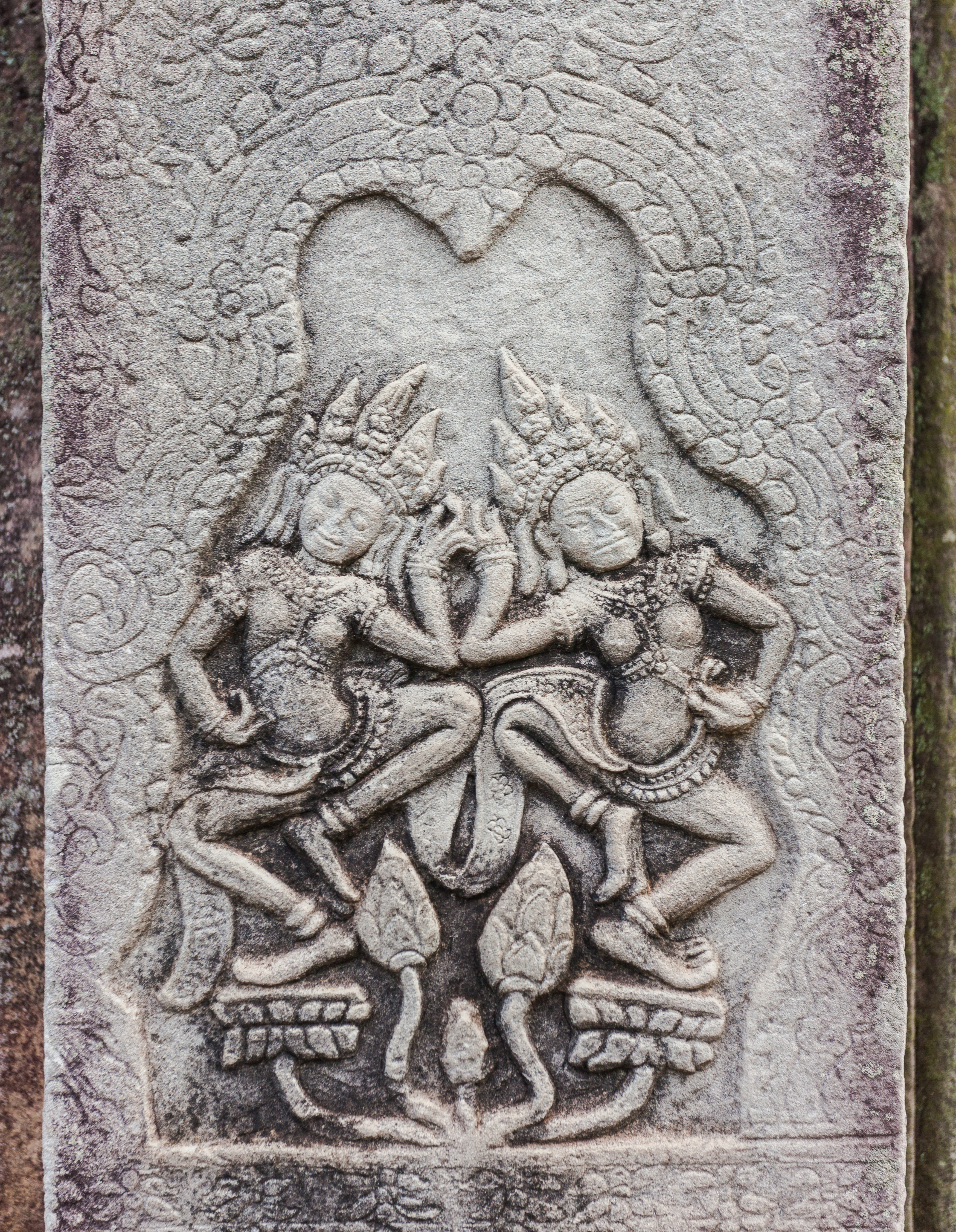
Danseuses.
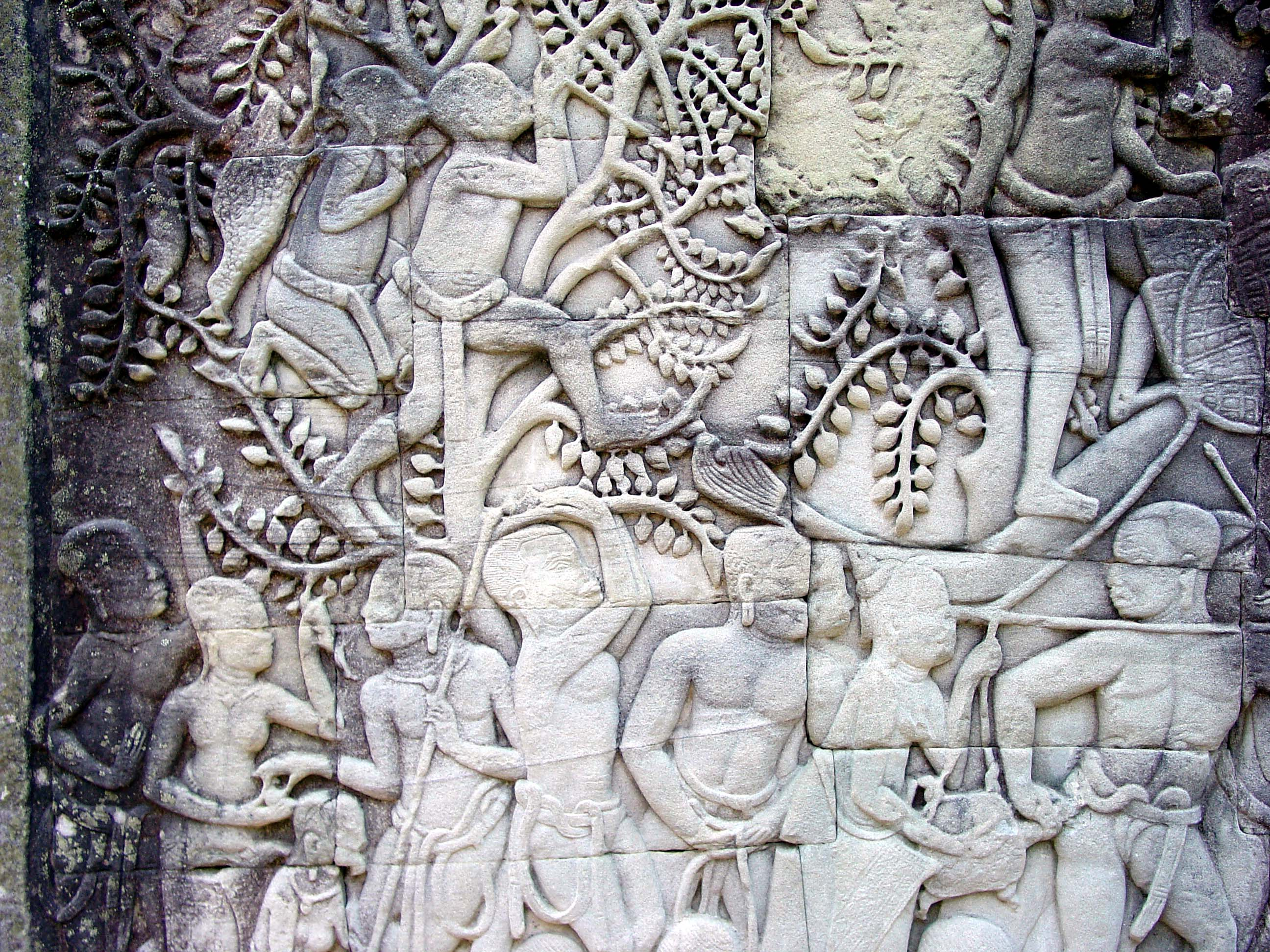
Cueillettes de fruits pour l'armée.
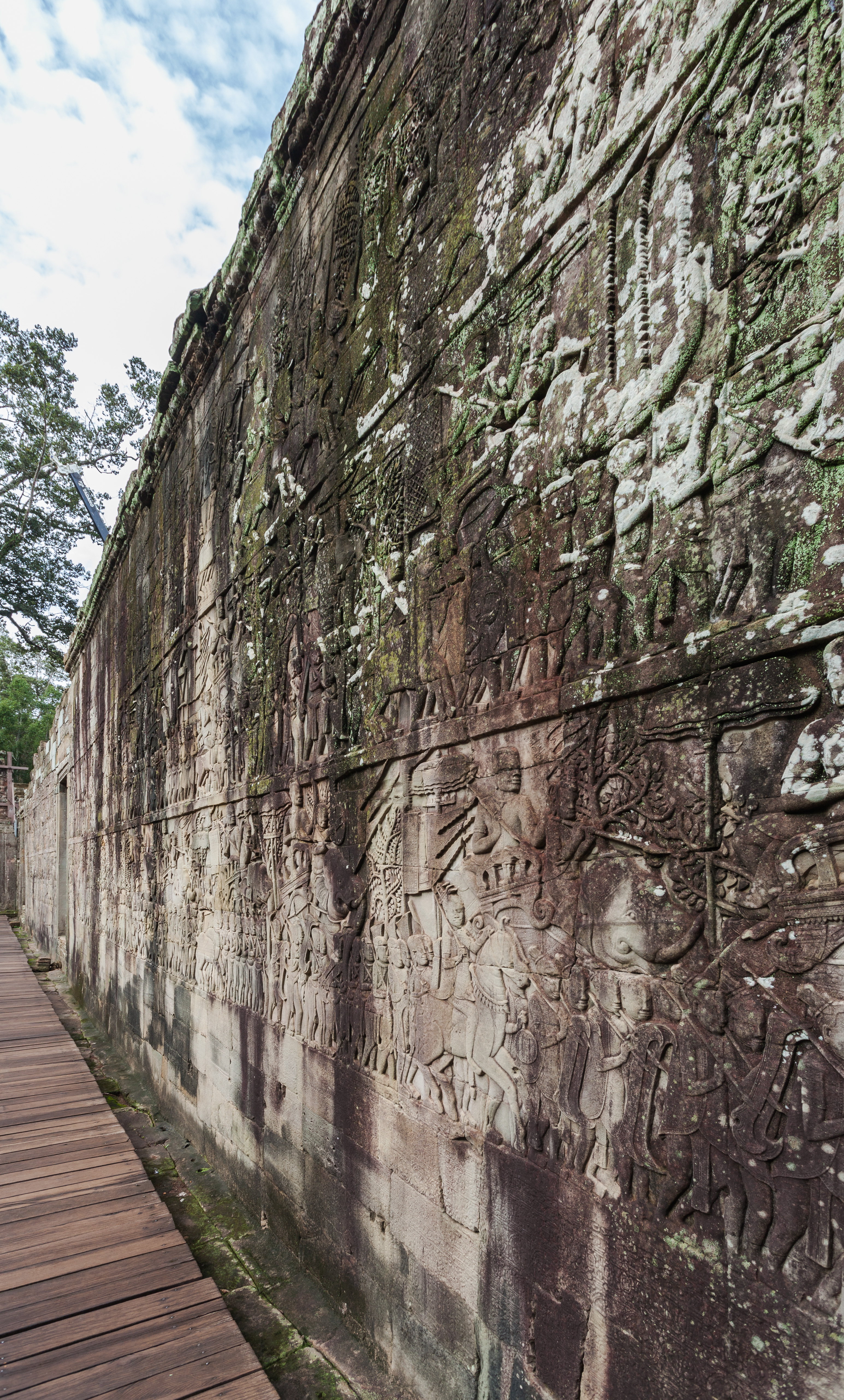
Grand bas-relief.
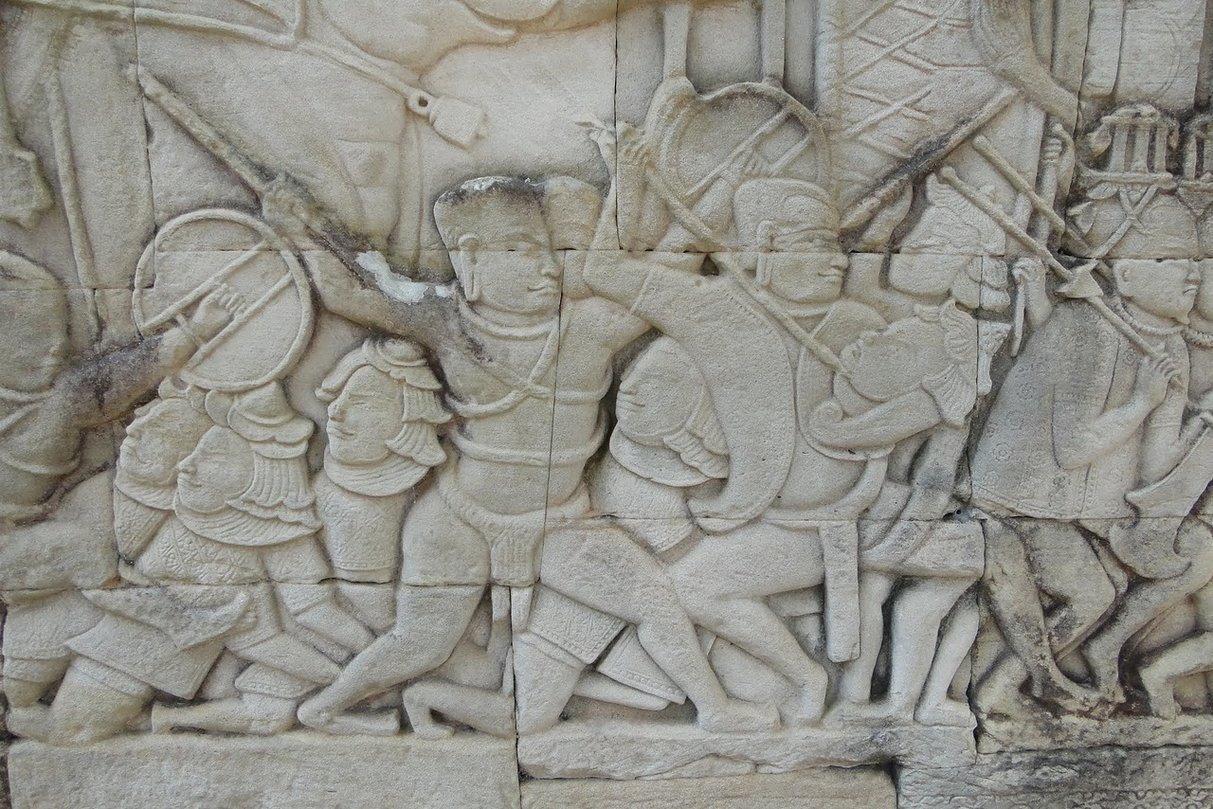
Scène de bataille.